# Pascal Martin
Pascal Martin (20 luglio 1963) è un ex sciatore alpino francese.

## Biografia
Martin, originario di Neuilly-sur-Seine, vinse il titolo nazionale francese nella discesa libera nel 1979; non prese parte a rassegne olimpiche né ottenne piazzamenti in Coppa del Mondo o ai Campionati mondiali.

## Palmarès

### Campionati francesi
- 1 oro (discesa libera nel 1979)[senza fonte]